# Ось времени

«Ты не можешь остановить время… Но ты можешь повернуть его назад на один час в два часа 28 октября, когда переход на летнее время заканчивается, и начинается стандартное время.»

Ось вре́мени — философский термин, используемый для краткого именования направленности и необратимости времени. Наглядно иллюстрируется как временна́я ось (именуемая также в контексте термодинамики стрелой времени) — концепция, описывающая время как прямую (то есть математически одномерный объект), протянутую из прошлого в будущее. Из любых двух несовпадающих точек оси времени одна всегда является будущим относительно другой. Выделяют три основные стрелы времени: термодинамическую, космологическую и волновую.

## Ось времени в классической физике
Классическая физика представляет пространство-время как прямое произведение одномерного времени на трёхмерное пространство. Преобразования Галилея всегда сохраняют временну́ю координату (с точностью до сдвига).
Таким образом, ось времени является прямой, а точки её (именуемые моментами времени) параметризуются одной временно́й координатой.
Несмотря на доказанное несоответствие этого представления физической природе времени, оно используется в построении шкалы всемирного координированного времени на Земле, а также во многих научных моделях, не требующих учёта конечности скорости света.

## Термодинамические аспекты
В термодинамике подчёркивается выделенность направления времени (неравноценность прошлого и будущего).
Во всех процессах существует выделенное направление, в котором процессы идут сами собой от более упорядоченного состояния к менее упорядоченному. Чем больше порядок системы, тем сложнее восстановить его из беспорядка. В изолированной системе энтропия не уменьшается. Несравненно проще разбить стекло, чем изготовить новое и вставить его в раму. Гораздо проще убить живое существо, чем возвратить его к жизни, если последнее вообще возможно.
Принципиальная однонаправленность времени является признаком, выделяющим термодинамику среди прочих разделов физики, однако это, вообще говоря, лишь статистический эффект (согласно эргодической гипотезе, в менее упорядоченном состоянии система проводит намного больше времени, чем в упорядоченном, поэтому при недостаточно долгом наблюдении эволюции будет казаться, что система стремится перейти в менее упорядоченное состояние).
Некоторые авторы считают, различие между прошлым и будущим возникает не вследствие законов, управляющих изменением физической
системы, а вследствие граничных условий, которыми можно описать состояние физической системы.
В современных фундаментальных теориях физики — теории относительности и квантовой теории поля (см.) — направление времени, в принципе, ничем не выделено.
Инвариантность направления времени в отношении ОТО достаточно спорная концепция. Например, гравитационные волны описываются решениями уравнений Эйнштейна волнового типа, и в связи с существующей геометрией пространства, процесс излучения гравитационных волн не может быть полностью аналогичен процессу поглощения. Таким образом, при рассмотрении этих процессов можно явно выделить ось (стрелу) времени (другими словами, отличить прошлое от будущего).

## Ось времени и теория относительности
В теории относительности существует лишь частичное упорядочение точек пространства-времени по времени. Относительно двух событий мы не всегда можем сказать, которое лежит в прошлом, а которое в будущем, так что оси времени в привычном смысле нет. События относительно данного делятся на будущие — на которые можно повлиять, прошлые — которые на него влияют, и неопределённые — ни то, ни другое.
Сопоставимым понятием является мировая линия, на которой определено собственное время, однако она своя у каждого тела. В специальной теории относительности (так же как и в большинстве моделей искривлённого пространства-времени в общей теории относительности) сохраняется порядок времени. То есть, если мировые линии двух тел пересеклись в двух точках пространства-времени, то одна из них является прошлым с точки зрения обоих тел, а другая — будущим. Хотя общая теория относительности не запрещает многократные пересечения мировых линий с нарушением порядка времени и даже самопересечение мировой линии (см. путешествия во времени), применимость подобных моделей пространства-времени к реальному физическому миру сомнительна.